# 波士頓腎蕨
波士頓腎蕨（学名：Nephrolepis exaltata），又稱波士頓蕨，是腎蕨屬下的一種多年生蕨類植物，原產於世界各地的濕熱帶地區，後來成為一種園藝植物。

## 描述

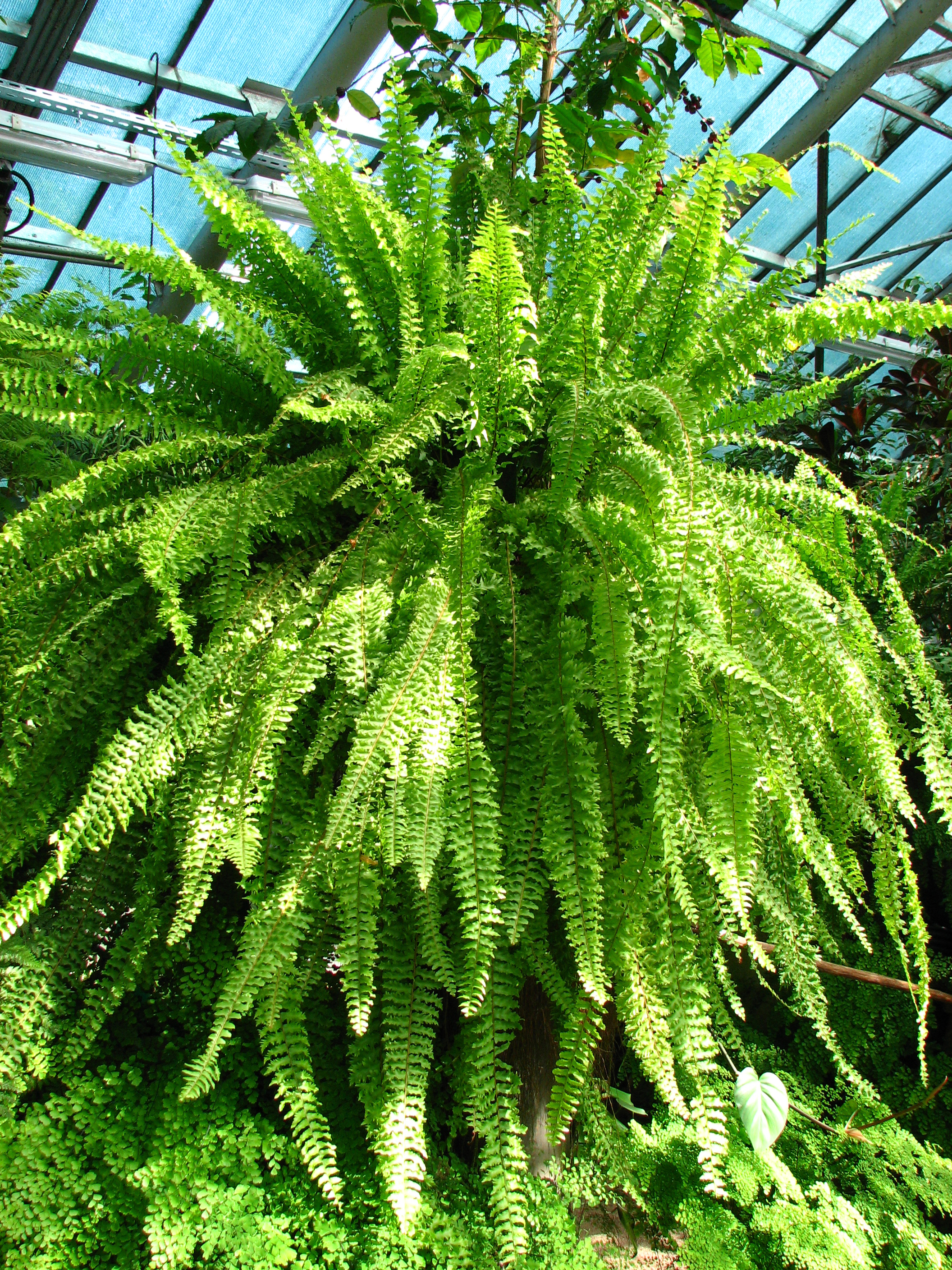
葉直立的波士頓蕨

波士頓腎蕨的葉長50-250釐米，寬6–15釐米。野生波士頓蕨的葉是直立的，但栽培種有四下披散的葉。這種後來流行開來的品種發現於1894年從波士頓運往費城的一批波士頓蕨中，因而得名“Boston fern”。大衛·仙童則認為其名來自於佛羅里達的園藝師約翰·索爾（John Soar），後者將一批波士頓蕨寄給了他的一個住在波士頓的朋友。
和波士頓腎蕨極為相似的腎蕨是一種入侵物種，而波士頓蕨則在南非也是一種入侵植物。

## 外部連結
- 波士頓腎蕨的图片 （页面存档备份，存于）

- . Germplasm Resources Information Network (GRIN). USDA.
- Floridata: Nephrolepis exaltata （页面存档备份，存于）